# Tamazgha
Tamazgha (in berbero ⵜⴰⵎⴰⵣⵖⴰ, Tamazɣa) è un neologismo creato dagli attivisti berberisti per indicare i territori del Nordafrica storicamente di lingua berbera.

## Uso del toponimo
Esso include tutti e cinque i paesi del Maghreb (Marocco, Algeria, Tunisia, Libia e Mauritania), e parte di altri quattro paesi: il nord del Mali, il nord del Niger, la parte occidentale dell'Egitto (Siwa) e i territori spagnoli di Ceuta, Melilla e Isole Canarie.